# Fosse ptérygo-palatine
La fosse ptérygo(-)palatine (ou arrière fosse ptérygo-maxillaire) est une cavité du crâne. Elle constitue la partie la plus profonde de la fosse infratemporale.

## Limites
La fosse ptérygopalatine est limitée par :
- en avant : la tubérosité maxillaire,
- en arrière : la face antérieure de la racine latérale du processus ptérygoïde,

- au dessus : la face inférieure du corps du sphénoïde, prolongée en avant par le processus orbitaire de l'os palatin
- en dessous :  le processus pyramidal de l'os palatin,
- médialement : la lame perpendiculaire de l'os palatin,
- latéralement : la fissure ptérygo-maxillaire communiquant avec la fosse infratemporale.

## Communication
La fosse ptérygomaxillaire communique avec plusieurs autres cavités du crâne.
| Direction      | Passage                                           | Connexion                                |
| -------------- | ------------------------------------------------- | ---------------------------------------- |
| En arrière     | foramen rond                                      | fosse crânienne moyenne                  |
| En arrière     | canal ptérygoïdien                                | fosse crânienne moyenne, foramen déchiré |
| En arrière     | canal palato-vaginal                              | cavité nasale / nasopharynx              |
| En avant       | fissure orbitaire inférieure                      | orbite                                   |
| Médialement    | foramen sphénopalatin                             | cavité nasale                            |
| Latéralement   | fissure ptérygo-maxillaire                        | fosse infratemporale                     |
| Inférieurement | canal grand palatin et les canaux petits palatins | cavité buccale                           |

## Contenu
La fosse ptérygopalatine contient le ganglion ptérygopalatin suspendu par les racines nerveuses du nerf maxillaire, le nerf du canal ptérygoïdien et le tiers terminal de l'artère maxillaire.

## Aspect clinique
La fosse ptérygopalatine est un espace de communication entre différentes orifices et cavités qui creusent le crâne et le massif facial. Elle est de ce fait une voie d'extension privilégiée pour les tumeurs de la sphère ORL (extension péri-nerveuse).
Pour obtenir une anesthésie en bloc de toute la deuxième division du nerf trijumeau, une injection intra-orale peut être administrée dans cette zone.